# Listă de poeți: Z
A - Ă - B - C - D - E - F - G - H - I - Î - J - K - L - M - N - O - P - Q - R - S - Ș - T - Ț - U - V - W - X - Y - Z

### Z
- Franci Zagoricnik, (născut în 1933)
- Ifigenija Zagoricnik, (născut în 1953)
- Dane Zajc, (născut în 1929)
- Andrea Zanzotto
- Lisa Zaran (născut în 1969)
- William Zaranka
- Marya Zaturenska, (1902-1982)
- Robert L.J. Zenik
- Aurel Zegreanu
- Iustinian Zegreanu
- Octavian Zegreanu
- Benjamin Zephaniah
- Paul Zimmer
- Jozef Zizenceli, (1658-1714)
- Ciril Zlobec, (născut în 1925)
- Asta Znidarsic
- Benjamin Znidarsic, (născut în 1959)
- Maricka Znidarsic
- Zuhayr ibn Abî Sûlmâ (520-609)
- Louis Zukofsky
- Brane Zupanc, (născut în 1950)
- Oton Zupancic, (1878-1949)
- Uros Zupan, (născut în 1963)
- Stefan Zweig, (1881-1942), poet și romancier austriac